# Skyldfølelse
Skyldfølelse er en ubehagelig følelse, der opstår, når en person indser eller tror (uanset om det er korrekt eller ej), at han/hun er ansvarlig for en handling, der er moralsk forkert. Følelsen er nært beslægtet med anger (fortrydelse).
Skyldfølelse virker regulerende på en persons adfærd – umoralske handlinger fremstår mindre appetitlige, fordi de ledsages af en ubehagelig skyldfølelse. Evnen til at føle skyld anses almindeligvis for en normal del af menneskets psykologiske udrustning, og en nødvendighed for socialisering. 
Visse sindslidelser (især depression) er ofte forbundet med overdreven eller grundløs skyldfølelse. Omvendt er nedsat eller manglende evne til at føle skyld associeret med psykopati/sociopati.

## Psykologisk forklaring
En gængs psykologisk forklaring på skyldfølelse er, at det en indre straffeaktion, en selvfordømmelse, som er gjort mulig via internalisering (dvs. indregørelse, indoptagelse) af ydre moralske krav og fordømmelser, man har mødt gennem opvæksten. Forældrenes moralske formaninger og fordømmelse/straf af barnet, når det har gjort noget forkert, er blevet indarbejdet som samvittighed. Denne internalisering anses for at være naturlig del af en barnets udvikling, men kan forstyrres ved overdreven strenghed eller andre omsorgssvigt fra forældrenes side.
Modstillingen indre/ydre bruges ligeledes ofte til at adskille skyldfølelse fra den beslægtede skamfølelse: Skyldfølelse er indre moralsk fordømmelse, hvorimod skam er en følelse, der ledsager ydre fordømmelse (dvs. andres fordømmelse) af ens person. Udviklingspsykologisk er evnen til at føle skam tidligere end evnen til føle skyld. 